# Cyamiomactra problematica
Cyamiomactra problematica är en musselart som beskrevs av F. Bernard 1897. Cyamiomactra problematica ingår i släktet Cyamiomactra och familjen Cyamiidae. Inga underarter finns listade i Catalogue of Life.